# Liste des sites Natura 2000 du Cher
Cet article recense les sites Natura 2000 du Cher, en France.

## Statistiques
Le Cher compte 15 sites classés Natura 2000. 13 bénéficient d'un classement comme site d'intérêt communautaire (SIC), 2 comme zone de protection spéciale (ZPS).

## Liste
| Site                                                                           | Type | Superficie (ha) | Fiche     | Coordonnées                      | Photo |
| ------------------------------------------------------------------------------ | ---- | --------------- | --------- | -------------------------------- | ----- |
| Basse vallée de l'Arnon                                                        | SIC  | +001 334,       | FR2400521 | 46° 46′ 14″ nord, 2° 11′ 03″ est |       |
| Carrières de Bourges                                                           | SIC  | +0 00010,       | FR2400516 | 47° 03′ 33″ nord, 2° 25′ 36″ est |       |
| Coteaux calcaires du Sancerrois                                                | SIC  | +000195,        | FR2400517 | 47° 18′ 00″ nord, 2° 47′ 59″ est |       |
| Coteaux, bois et marais calcaires de la Champagne Berrichonne                  | SIC  | +005 008,       | FR2400520 | 46° 54′ 26″ nord, 2° 20′ 08″ est |       |
| Haute vallée de l'Arnon et petits affluents                                    | SIC  | +000305,        | FR2400519 | 46° 29′ 21″ nord, 2° 18′ 09″ est |       |
| Îlots de marais et coteaux calcaires au nord-ouest de la Champagne Berrichonne | SIC  | +000314,        | FR2400531 | 46° 58′ 15″ nord, 1° 56′ 26″ est |       |
| Massifs forestiers et rivières du Pays-Fort                                    | SIC  | +003 104,       | FR2400518 | 47° 17′ 53″ nord, 2° 26′ 25″ est |       |
| Site à chauves-souris de Charly                                                | SIC  | +00 0001,5      | FR2402002 | 46° 53′ 52″ nord, 2° 45′ 14″ est |       |
| Site à chauves-souris de Charôst                                               | SIC  | +00 0000,01     | FR2402004 | 46° 59′ 40″ nord, 2° 07′ 03″ est |       |
| Site à chauves-souris de la Guerche-sur-l'Aubois                               | SIC  | +00 0000,01     | FR2402003 | 46° 57′ 07″ nord, 2° 56′ 59″ est |       |
| Site à chauves-souris de Vignoux-sur-Barangeon                                 | SIC  | +00 0000,01     | FR2402005 | 47° 12′ 06″ nord, 2° 10′ 22″ est |       |
| Sologne                                                                        | SIC  | +346 184,       | FR2402001 | 47° 32′ 10″ nord, 1° 58′ 48″ est |       |
| Vallées de la Loire et de l'Allier                                             | SIC  | +004 069,       | FR2400522 | 46° 59′ 04″ nord, 3° 03′ 32″ est |       |
| Vallée de l'Yèvre                                                              | ZPS  | +000541,2       | FR2410004 | 47° 11′ 07″ nord, 2° 10′ 19″ est |       |
| Vallées de la Loire et de l'Allier entre Mornay-sur-Allier et Neuvy-sur-Loire  | ZPS  | +013 815,       | FR2610004 | 47° 10′ 30″ nord, 3° 01′ 00″ est |       |